# Awadagin Pratt

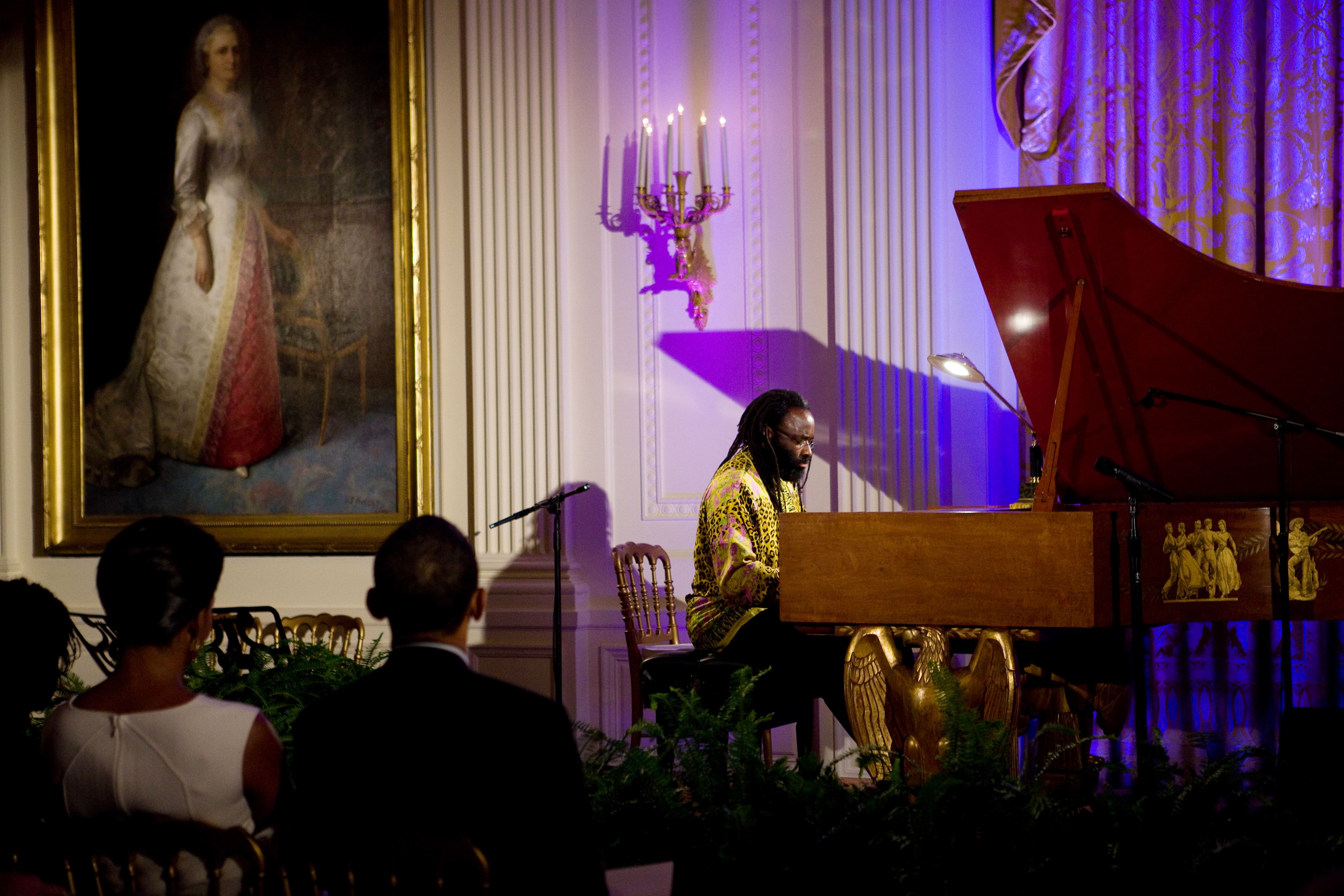
Awadagin Pratt spelar i Vita huset i november 2009

Awadagin Pratt, född 6 mars 1966, är en amerikansk konsertpianist ursprungligen från Pittsburgh, Pennsylvania.

## Uppväxt
Pratt började med pianolektioner när han var sex år och fiollektioner när han var nio. Han spelade också under många år tennis, en sport han blev högt rankad i som ungdomsspelare. Vid 16 års ålder tog musiken över då han tackade nej till idrottsstipendium för att istället ta emot ett musikstipendium vid  University of Illinois. Senare övergick han till musikstudier vid Peabody Institute i Baltimore. Den skolan accepterade honom både som pianist och violinist.

## Karriär
1992 fick hans karriär ett språng då han blev den första afro-amerikanska pianisten som vann Naumburg International Piano Competition. Sedan dess har han uppträtt med nästan alla stora orkestrar i USA. Hösten 2004 blev Pratt professor vid University of Cincinnati College-Conservatory of Music. Vid sidan om professuren ger Pratt omkring 30 föreställningar runtom i USA liksom internationellt.